# 弗雷斯科省

5°5′N 5°34′W / 5.083°N 5.567°W
弗雷斯科省（法語：Département de Fresco），是科特迪瓦的省份，位於該國西南部下薩桑德拉區，由格博克萊大區負責管轄，西面是薩桑德拉省，成立於2008年，2014年人口101,298。